# Кутияттам

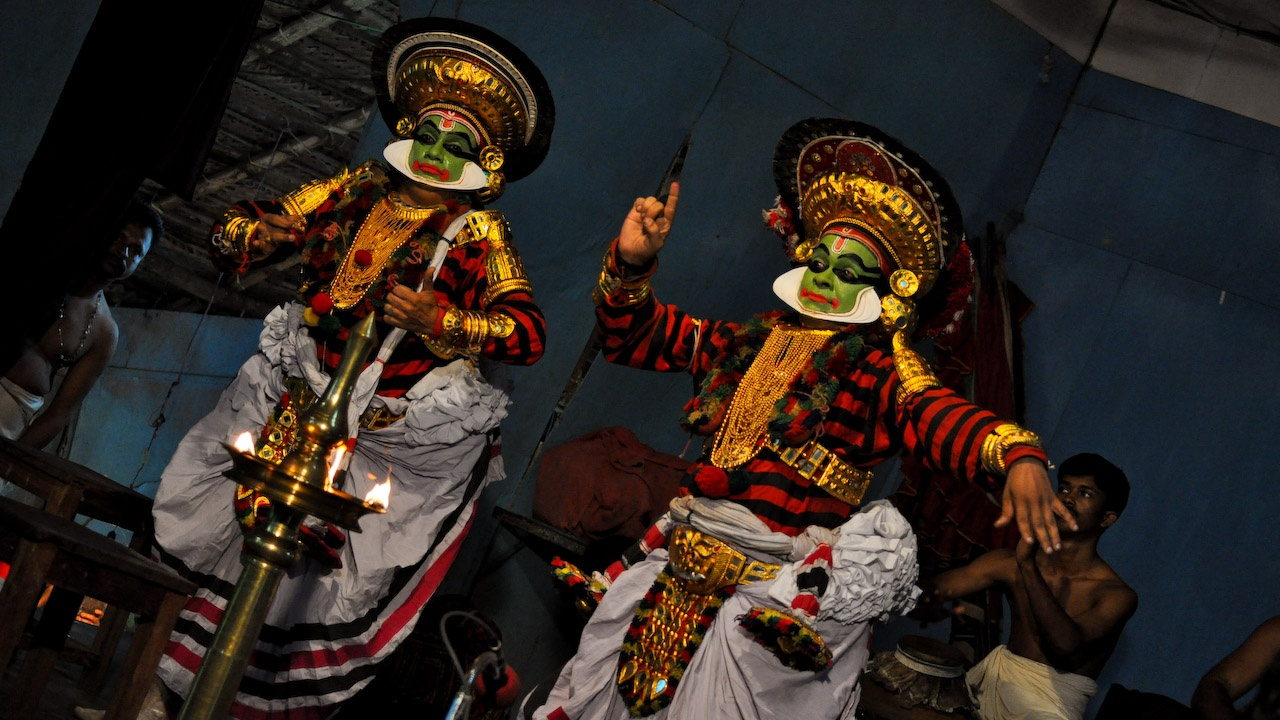
Кутияттам

Ку́тиятта́м (малаял. കൂടിയാട്ടം, санскр. कूटियाट्टम्, IAST: Kūṭiyāṭṭaṃ) — разновидность индуистского санскритского театра, распространённая в Керале, Индия. Это древняя форма театра появилась более 2000 лет назад и практикуется в индуистских храмах Кералы и Тамилнада. ЮНЕСКО официально присвоила кутияттам статус шедевра устного и нематериального культурного наследия.